# Девушка-зигзаг
Де́вушка-зигза́г — трюк сценической магии, заключающийся в создании иллюзии возможности разделения тела человека на три части без видимых последствий.

## Общие сведения
Трюк был разработан в середине 60-х годов XX века Робертом Харбином (англ. Robert Harbin). Из-за сравнительной простоты и эффектности вошёл в программы многих иллюзионистов, став классическим, подобно трюку Распиливания женщины. Отличительной чертой Девушки-зигзаг является то, что трюк может надёжно исполняться в окружении зрителей, выдерживая бдительность их глаз.

## Описание иллюзии
Ассистент фокусника, как правило, девушка, располагается в узком вертикальном шкафу, имеющем отверстия в передней части корпуса для лица, правой кисти и левой стопы. В шкаф вставляется две горизонтальные металлические перегородки, полностью перекрывая всю его ширину и разделяя его по вертикали на три части. В верхней, средней и нижней соответственно, зрители продолжают наблюдать лицо, кисть и стопу. Затем средняя часть шкафа полностью, на всю свою ширину, сдвигается в сторону, создавая впечатление, что средняя часть тела ассистента как бы отрывается от двух других, а шкаф и тело в нём получают форму зигзага.
При этом пустое место, оставшееся от сдвига центральной части, доступно для внимательного изучения, вплоть до ощупывания. Для этого даже специально приглашается кто-то из зрителей.
В завершении трюка центральная часть возвращается на место, ножи удаляются, шкаф открывается, ассистент выходит невредимым.

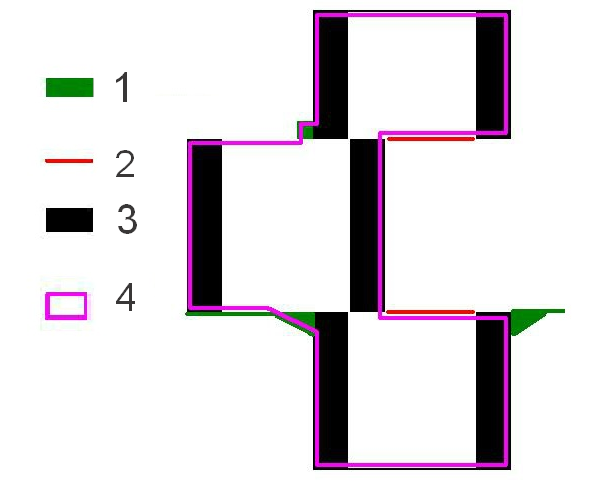
Схема внутренних зон сдвинутого шкафа:
1.
Вспомогательные элементы конструкции шкафа, служащие для удобства его использования.
2. Разделительные ножи совместно с пространством полой стенки (3) в реальности оставляют достаточно места для ассистента.
3. Полые стенки шкафа, создающие иллюзию тесного пространства, имеют форму швеллера.
4. Границы внутреннего пространства в реальности больше, чем кажутся.

## Техника исполнения
В отличие от многих других трюков, эта иллюзия в значительной степени зависит от мастерства действий ассистентки. Такой переход значимости помогает сохранению секрета фокуса, отвлекая внимание от действительно важных нюансов.
Успех трюка полностью зависит от возможности ассистентки расположиться в предназначенном для неё тесном пространстве шкафа, которое на рисунке обозначено цифрой 4. При этом важно, чтобы видимые зрителю лицо, кисть и стопа сохраняли естественное положение прямо стоящего человека.
К особенностям конструкции шкафа относятся якобы толстые вертикальные стенки и, якобы широкие, по ширине шкафа, ножи. На самом деле стенки, обозначенные на рисунке цифрой 3, имеют форму швеллера и позволяют использовать свой внутренний объём. Ножи широкие только в части ручки, а их лезвие заужено, что также облегчает размещение ассистентки.

## Развитие трюка
Зрелищность и сравнительная простота иллюзии «Девушка-зигзаг» приводит к появлению его новых версий. Например, братья Сафроновы демонстрируют трюк «Пройти сквозь человека», в основе которого лежит та же технология.